# Xã Arthur, Quận Traverse, Minnesota
Xã Arthur (tiếng Anh: Arthur Township) là một xã thuộc quận Traverse, tiểu bang Minnesota, Hoa Kỳ. Năm 2010, dân số của xã này là 81 người.